# Katarina Witt
Katarina Witt (Berlim Oriental, 3 de dezembro de 1965) é uma ex-patinadora alemã. Ela ganhou duas medalhas olímpicas em 1984 e 1988, além do Campeonato Mundial em 1984, 1985, 1987 e 1988 e seis campeonatos europeus consecutivos, de 1983 a 1988.

## Biografia
Criada na antiga Alemanha Oriental, seu pai era gerente de uma fábrica de produtos agrícolas e sua mãe era uma fisioterapeuta. Seu irmão também era um atleta, mas depois estudou Fisioterapia como a mãe. Desde cedo ela quis ser patinadora, sempre pedia à mãe, Kathe, que a deixasse praticar o esporte e todos os dias, após a escola, passava por um rinque de patinação.
Com a aquiescência de Kathe, Katarina conseguiu ser aceita pela prestigiada Karl-Marx-Stadt Sports School, depois frequentando uma escola para crianças superdotadas no esporte, a Kinder- und Jugendsportschule. Ela foi treinada profissionalmente pelo mestre Jutta Müller a partir de 1970. Em 1984,foi campeã olímpica nos Jogos Olímpicos de Inverno de 1984,realizados em Sarajevo,na então Iugoslávia e foi eleita a atleta do ano na Alemanha Oriental.
Em 1977, ela recuperou o título mundial que havia perdido no ano anterior e obteve a melhor nota de sua carreira ao dançar no gelo ao som de Michael Jackson.Nos Jogos Olímpicos de Inverno de 1988,em Calgary,no Canadá ela foi bi-campeã olímpica.Posteriormente,aos jogos ela iniciou uma turnê nos Estados Unidos e na Europa, ao lado do patinador e também medalhista olímpico Brian Boitano. O sucesso estrondoso dessas apresentações fez com que pela primeira vez o Madison Square Garden  fosse reservado para um espetáculo de patinação artística.
Em 1989, ela se tornou atriz e estrelou o filme sobre patinação Carmen on Ice, conquistando no ano seguinte o Emmy de melhor atriz.
Em 1994,ela conseguiu se classificar novamente para os Jogos Olímpicos de Inverno.  Entretanto, ela estava mais comemorando o fato de poder competir por uma Alemanha,reunificada do que subir em uma das posições do pódio. Mesmo assim,terminou em um discreto sétimo lugar e ganhou o prêmio Golden Camera pelo seu retorno. Durante os Jogos,Katarina aproveitou para fazer uma homenagem a Sarajevo,o local aonde 10 anos antes ela tinha sido campeã olímpica e que estava cercada pelo exército da  República Sérvia.,durante a Guerra Civil Iugoslava.
Ainda em 1994, publicou sua autobiografia: My Years between Compulsories and Freestyle. Em 1995, foi incluída no World Figure Skating Hall of Fame e em 1996 estrelou o filme Jerry Maguire.
Em 1998, fez um ensaio para a revista Playboy. Em 1999, foi eleita a atleta feminina favorita dos Estados Unidos e a patinadora favorita do século XX. A revista Time a considerou a mais bela face do Socialismo e, de fato, seu sex appeal era inegável, servindo-se ela de trajes ousados para a patinação artística e de figurinos temáticos/teatrais, o que por vezes lhe acarretou punições, mas também alargou os limites do esporte.
Em 2005, ela publicou Only with Passion, um romance no qual aconselha jovens patinadoras, baseada na sua experiência. Desde 2006, ela possui seu programa na TV alemã, chamado Estrelas no Gelo.
Em 2007, foi convidada de honra de um torneio de patinação em Istambul chamado Dance on Ice e foi apresentadora do Live Earth Concert, em Hamburgo.

## Principais resultados

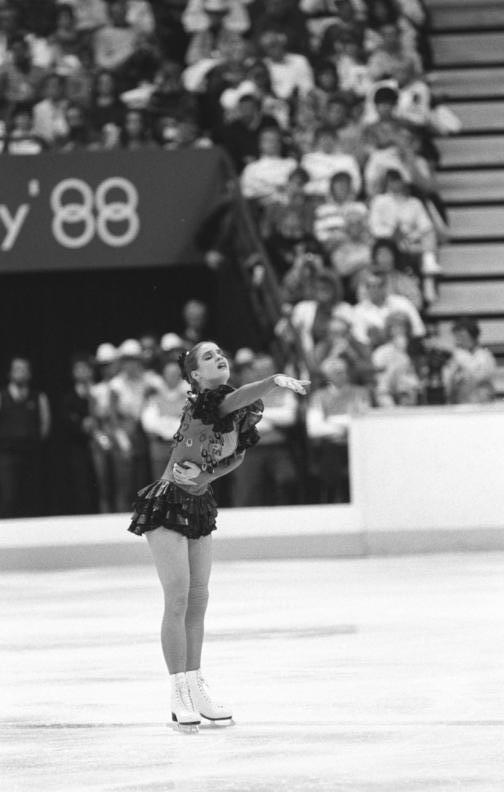
Katarina Witt nos Jogos Olímpicos de Inverno de 1988.

| Resultados                                            | Resultados        | Resultados       | Resultados       | Resultados       | Resultados      | Resultados      | Resultados      | Resultados       | Resultados      | Resultados      | Resultados       | Resultados    |
| Internacional                                         | Internacional     | Internacional    | Internacional    | Internacional    | Internacional   | Internacional   | Internacional   | Internacional    | Internacional   | Internacional   | Internacional    | Internacional |
| Evento/Temporada                                      | 1978– 1979        | 1979– 1980       | 1980– 1981       | 1981– 1982       | 1982– 1983      | 1983– 1984      | 1984– 1985      | 1985– 1986       | 1986– 1987      | 1987– 1988      |                  | 1993– 1994    |
| ----------------------------------------------------- | ----------------- | ---------------- | ---------------- | ---------------- | --------------- | --------------- | --------------- | ---------------- | --------------- | --------------- | ---------------- | ------------- |
| Jogos Olímpicos                                       |                   |                  |                  |                  |                 | Medalha de ouro |                 |                  |                 | Medalha de ouro | 7.ª              |               |
| Campeonato Mundial                                    |                   | 10.ª             | 5.ª              | Medalha de prata | 4.ª             | Medalha de ouro | Medalha de ouro | Medalha de prata | Medalha de ouro | Medalha de ouro |                  |               |
| Campeonato Europeu                                    | 14.ª              | 13.ª             | 5.ª              | Medalha de prata | Medalha de ouro | Medalha de ouro | Medalha de ouro | Medalha de ouro  | Medalha de ouro | Medalha de ouro | 8.ª              |               |
| NHK Trophy                                            |                   |                  | Medalha de prata |                  | Medalha de ouro |                 |                 |                  | Medalha de ouro | Medalha de ouro |                  |               |
| Skate Canada International                            |                   |                  |                  |                  |                 | Medalha de ouro |                 |                  |                 |                 |                  |               |
| Nacional                                              |                   |                  |                  |                  |                 |                 |                 |                  |                 |                 |                  |               |
| Campeonato Alemão Oriental                            | Medalha de bronze | Medalha de prata | Medalha de ouro  | Medalha de ouro  | Medalha de ouro | Medalha de ouro | Medalha de ouro | Medalha de ouro  | Medalha de ouro | Medalha de ouro |                  |               |
| Campeonato Alemão                                     |                   |                  |                  |                  |                 |                 |                 |                  |                 |                 | Medalha de prata |               |
|                                                       |                   |                  |                  |                  |                 |                 |                 |                  |                 |                 |                  |               |
| Legenda: Competição não foi disputada nesta temporada |                   |                  |                  |                  |                 |                 |                 |                  |                 |                 |                  |               |